# Krokodyl syjamski
Krokodyl syjamski (Crocodylus siamensis) – gatunek gada z rodziny krokodylowatych (krokodyle właściwe) krytycznie zagrożony wyginięciem. Szacuje się, że na wolności żyje około 100 osobników.
OpisPysk stosunkowo szeroki, gładki z kostnym wyrostem za każdym okiem .
RozmiaryDługość do 3 m (samiec)
BiotopWzdłuż rzek płynących przez deszczowe lasy oraz bagna i laguny.
PokarmGłównie ryby oraz płazy, gady i małe ssaki.
RozmnażanieSamica składa do kopca z liści i błota od 20 do 50 jaj. Opiekuje się jajami i wylęgniętymi młodymi, którym pomaga wyjść z jaj i przenosi je do wody w pysku.
WystępowanieDawniej cała Południowo-Wschodnia Azja, a obecnie na wolności żyje głównie w Kambodży.